# Hardouin de Chalon de Maisonnoble
Hardouin de Chalon, né à Saint-Martin-du-Puy 12 août 1691 et mort à Lescar le 28 octobre 1762, est un ecclésiastique qui fut évêque de Lescar de 1729 à 1762.

## Biographie
Hardouin de Chalon, né le 12 août 1691 à Saint-Martin-du-Puy dans le diocèse de Bazas est le fils de Jean-François de Chalon ou Châlon (-1696), seigneur de Maisonnoble, et de Jeanne-Henriette de Gaufreteau de Francs. Sa mère est la nièce maternelle de l'archevêque de Sens Hardouin Fortin de La Hoguette qui transmet, outre son prénom à son petit-neveu, dès 1713 la commende de l'abbaye de Sablonceaux au diocèse de Saintes qu'il conserve jusqu'à sa mort.
Hardouin de Chalon devient vicaire général de l'archevêque de Sens avant d'être nommé à l'âge de 39 ans évêque de Lescar en 1729. Confirmé le 23 décembre et consacré le 5 février suivant par Denis-François Bouthillier de Chavigny à Paris au noviciat de la compagnie de Jésus, il est le premier évêque à ne pas être originaire du Béarn. Pendant son long épiscopat, il se réfère en permanence aux instructions de son métropolitain Jean-François de Montillet de Grenaud, l'archevêque d'Auch, notamment dans son soutien en 1755 à Christophe de Beaumont, l'archevêque de Paris, lors de son conflit avec les partisans du jansénisme.